# Chiesa di San Michele Arcangelo (Portland)
La chiesa di San Michele Arcangelo, costruita nel 1901-02, è una chiesa cattolica di Portland, Oregon negli Stati Uniti d'America. Originariamente costruita come Chiesa nazionale italiana, la parrocchia oggi serve ad una comunità più variegata.

## Storia
La Chiesa di San Michele Arcangelo fu edificata nel 1901-02 come sede della parrocchia italiana creata nel 1894 per assistere alla numerosa comunità italiana locale.
La cerimonia di posa della prima pietra avvenne il 24 novembre 1901; la chiesa fu ufficialmente dedicata il 26 giugno 1902.
Oggi la chiesa serve una comunità molto più variegata, di cui la componente italoamericana non supera il 20%. Oggi la sua missione principale è rivolta in primo luogo agli studenti della vicina Portland State University .